# Georg Johan I av Pfalz-Veldenz
Georg Johan I av Pfalz-Veldenz, född 11 april 1545, död 18 april 1592, son till Ruprecht av Pfalz-Veldenz och Ursula zu Salm-Kyrburg. Gift med Anna Gustavsdotter Vasa, dotter till Gustav Vasa.